# نيكي فيليبس
نيكي فيليبس (بالإنجليزية: Nikki Krzysik)‏ (23 مايو 1987 في الولايات المتحدة - ) هي لاعبة كرة قدم أمريكية في مركز الدفاع. شاركت مع منتخب الولايات المتحدة تحت 17 سنة للسيدات لكرة القدم ‏ ومنتخب الولايات المتحدة تحت 20 سنة للسيدات لكرة القدم ومنتخب الولايات المتحدة تحت 23 سنة للسيدات لكرة القدم ‏ ومنتخب بولندا الوطني لكرة القدم للسيدات. أما مع النوادي، فقد لعبت مع أبولون ليماسول وسياتل رين وشيكاغو رد ستارز ونادي كانساس سيتي وشيكاغو رد ستارز وPhiladelphia Independence ‏ وNew York Fury ‏ وHudson Valley Quickstrike Lady Blues ‏ وNew Jersey Lady Stallions ‏ وNew York Magic ‏ وRichmond Kickers Destiny ‏ وSan Diego WFC SeaLions ‏.

## وصلات خارجية
- نيكي فيليبس على موقع الاتحاد الدولي (مؤرشف)  (الإنجليزية)
- نيكي فيليبس على موقع قاعدة بيانات كرة القدم.إي يو (الإنجليزية)
- نيكي فيليبس على موقع Soccerway.com (الإنجليزية)
- نيكي فيليبس على موقع Soccerway.com (الإنجليزية)
- نيكي فيليبس على موقع عالم كرة القدم.نت (الإنجليزية)